# يوم بنات قين
يوم بنات قين هو يوم لفزارة من قيس عيلان على بني كلب القحطانية في زمن الفتنة بين عبد الملك بن مروان وعبد الله بن الزبير وكانت هذه الوقعة من ضمن حروب القيسية واليمانية في بادية الشام .

## أسباب الموقعة
قال هشام ابن الكلبي عندما صار زفر بن الحارث الكلابي إلى قرقيسيا فتحصن بها، وجعل يغير منها على بلاد بني كلب لأن كلباً كانوا موالين لبنو امية، وكان زفر وقيس عيلان موالين لابن الزبير، فكان يقتل ويسوق الأموال، وكانت كلب تفعل مثل ذلك بقيس، وكان عمير بن الحباب السلمي يغير مع زفر أيضاً على بني تغلب واليمانية، وغزا زفر تدمر وعليها عامر بن الأسود الكلبي، ومعه ابنه الهذيل بن زفر فقتلهم جميعاً ففي ذلك يقول زفر:
- فأجابه جواس بن القعطل الكلبي:

قالوا: فلما رأت كلب الحاضرة ما لقيته كلب البوادي من زفر بن الحارث، وعمير بن الحباب أمروا عليهم حميد بن حريث بن بحدل الكلبي، فخرج حتى نزل بتدمر، وعبد الملك يومئذ يريد أن يزحف إلى زفر بن الحارث، وكانت بني نمير بن عامر بناحية الشام بقرب تدمر، وبينهم وبين أهل تدمر عهد وعقد، فأرسل إليهم حميد بن حريث عن نفسه، وعن أهل تدمر: إنا قد نقضنا عهدكم فالحقوا بمأمنكم من الأرض، ثم سار إليهم فقتلهم؛ وسار حميد يريد بني تغلب لمظاهرتهم عمير بن الحباب وقيساً على كلب، فوجد عميرا قد أغار على قوم من كلب فمضى في طلبه ودليلاه العكبش بن حليطة الكلبي والمأموم بن زيد الكلبي، فلم يلحقه ولحق قوماً من قيس ممن كان مع عمر فقتلهم، ولم ينج منهم إلا رجل عريان ركب فرسه وأتى عميراً فقال عمير: ما زلت أسمع بالنذير العريان حتى رأيت، ولحق عمير بقرقيسيا وانطلق حميد إلى من قتل من أولئك القيسية الذين كانوا مع عمير، فقطع آذانهم ونظمها في خيط ومضى بها إلى الشام .
وانتهى الخبر إلى عبد الملك وكان عند عبد الملك حسان بن مالك الكلبي ، وعبد الله بن مسعدة الفزاري ، فأتي عبد الملك بالغداء فقال عبد الملك لعبد الله بن مسعدة: ادن فكل، فقال ابن مسعدة: والله لقد أوقع حميد ببني سليم وبنو عامر وأخلاط قيس وقعةً لا ينفعني معها غداء، ولا يسوءني بعدها شراب حتى يكون لها غير، فقال حسان بن مالك: يا بن مسعدة غضبت لقيس إن قتلت، وأنسيت دخولهم قرقيسيا يغيرون على أهل البادية منا قوم ضعفاء لا ذنب لهم، فلما رأى حميد ما نزل بقومه وما نالهم طلب بثأره فأدركه، وبلغ حميداً قول ابن مسعدة فقال: والله لأوقعن بفزارة وقعةً تشغل ابن مسعدة عن الغضب لعامر وسليم، فتجهز وخرج حتى أتى فزارة ومعه كتاب قد زوره على لسان عبد الملك بتوليته صدقاتهم، فلما اجتمعت إليه وجوههم قال: يا بني فزارة هذا كتاب أمير المؤمنين وعهده، وقد كان ضرب فسطاطاً وخباءً فجعل يدعو الرجل منهم فيدخل الفسطاط، ثم يخرج من مؤخرة فيقتل، وعلم قوم من خارج الفسطاط بما يفعل بأصحابهم فامتنعوا من الدخول، فكثرهم بمن معه فقتلهم فكان جميع من قتل منهم: من بني بدر من فزارة خمسين رجلاً، سوى من قتل من غيرهم، وأخذ أموالهم ثم رجع حميد إلى الشام .
وكان ذلك يسمى يوم العماة قبل اجتماع الناس على عبد الملك بن مروان، فبلغ ذلك عبد العزيز بن مروان فأظهر الشماتة، وكانت أمه كلبية، وهي لبنى بنت الأصبغ بن زبان الكلبي، وأم بشر بن مروان هي قطية بنت بشر بن عامر بن مالك ملاعب الاسنة بن جعفر بن كلاب من بني عامر بن صعصعة ، فقال عبد العزيز لأخيه بشرٍ : أما علمت ما صنع أخوالي بأخوالك؟ فقال بشر: وما فعلوا؟ فأخبره الخبر فقال بشر: أخوالك أضيق أستاهاً من ذلك. فجاء وفد بني فزارة إلى عبد الملك يخبرونه بما صنع بهم، وأن حميد بن حريث الكلبي أتاهم بعهد من عبد الملك أنه مصدق، فسمعوا له وأطاعوا، فغدرهم وقتل منهم نيفاً وخمسين رجلاً. فأعطاهم عبد الملك نصف الحمالات، وضمن لهم النصف الثاني في العام المقبل .
فخرجت بنو فزارة من عند عبد الملك واشتروا السلاح والكراع من الدية، ثم غزو كلباً على ماء أسمه بنات قين، ويقال مع فزارة رجالا من بطون قيس، وكان ماء بنات قين يجمع بطوناً من كلب كثيرة وأكثر من عليه بنو عبد ود وبنو عليم بن جناب، وعلى فزارة يومئذ سعيد بن عيينة بن حصن بن حذيفة بن بدر الفزاري، وحلحلة بن قيس بن الأشيم الفزاري، فلما أغاروا نادوا بني عليم: إنا لا نطلبكم بشيء، وإنما نطلب بني عبد ود بما صنع الدليلان اللذان حملا حميداً، وهما المأموم الكلبي ورجل آخر اسمه أبو أيوب، فقتل من العبديين تسعة عشر رجلاً، ثم مالوا على العليميين فقتلوا منهم خمسين رجلاً، وساقوا أموالاً .
فخرج بشر حتى أتى عبد الملك وعنده عبد العزيز فقال: أما بلغك ما فعل أخوالي بأخوالك؟ فأخبره الخبر، فغضب عبد الملك لإخفارهم ذمته وأخذهم ماله، فكتب عبد الملك إلى الحجاج بن يوسف الثقفي يأمره إذا فرغ من حرب ابن الزبير أن يقع ببني فزارة إن امتنعوا عليه، ويأخذ من أصاب منهم. فلما فرغ من ابن الزبير نزل ببني فزارة، فأتاه حلحلة بن قيس بن أشيم وسعيد بن أبان بن عيينة بن حصن بن حذيفة بن بدر، وكان رئيسي القوم في هذه الوقعة، فأخبرا الحجاج أنهما صاحبا الأمر ولا ذنب لغيرهما، فأوثقهما وبعث بهما إلى عبد الملك، فلما دخلا عليه قال: الحمد لله الذي أقاد منكما. قال له حلحلة بن قيس : أما والله ما أقاد الله مني، لقد نقضت وتري، وشفيت صدري، وبردت وحري. قال عبد الملك: من كان له عند هذين وتر يطلبه فليقم إليهما. فقام سعيد بن سويد الكلبي وكان أبوه فيمن قتل يوم بنات قين فقال له: يا حلحلة، هل أحسست لي سويداً؟ قال: عهدي به يوم بنات قين وقد انقطع خرؤه في بطنه. قال: أما والله لأقتلنك. قال: كذبت والله، ما أنت تقتلني، إنما يقتلني ابن الزرقاء ( يقصد ويعير عبد الملك بن مروان بجدتة ) والزرقاء إحدى أمهات مروان بن الحكم، وكان يسب بها، فقال بشر بن مروان : اصبر حلحلة. فقال: من الرجز
ثم ضرب عنقه.
- ثم قيل لسعيد نحو ما قيل لحلحلة، فرد مثل جواب حلحلة، فقام إليه رجل من بني عليم ليقتله،

فقال له بشر: اصبر سعيد فقال: من الرجز
وفي رواية أخرى أن عبد الملك قذف سعيد بن أبان بن عيينة وحلحلة بن قيس في السجن ثم أخرجهما عبد الملك ودفع حلحلة إلى بعض بني عبد ود ودفع سعيد بن أبان بن عيينة إلى بني عليم وأقبل عليهما عبد الملك فقال ألم تأتياني فتستعدياني فأعديتكما وأعطيتكما الدية ثم انطلقتما فأخفرتما ذمتي وصنعتما ما صنعتما فكلمه سعيد بكلام يستعطفه فيه قال فضرب حلحلة بن قيس صدره وقال أترى خضوعك لابن الزرقاء نافعك عنده فغضب عبد الملك وقال اصبر حلحلة
فقال له حلحلة اصبر من عود بجنبيه جلب
- ثم قال حلحلة :

إن أك مقتولاً أقاد برمّتي
فمن قبل قتلي ما شفى نفسي القتل
وقد تركت حربي رفيدة كلّها
مجاورها في داهرها الخوف والذلّ
ومن عبد ودٍّ قد أبرت قبائلاً
فغادرتهم كلاًّ يطيف به كلّ
- وقال أيضاً:

إن يقتلوني يقتلوني وقد شفى
غليل فؤادي ما أتيت إلى كلب
فقرّت به عيني وأفنيت جمعهم
وأثلج لمّا أن قتلتهم قلبي
شفى النفي ما لاقت رفيدة كلّها
وأشياخ ودٍّ من طعانٍ ومن ضرب
- وقال حين حبس:

فإن أقتل فقد أقررت عيني
وقد أدركت قبل الموت ثأري
وما قتلٌ على حرّ كريمٍ
أباد عدوّه يوماً بعار
فإن أقتل فقد أهلكت كلباً
ولست على بني بدرٍ بزار
ووقف حلحلة بين يدي عبد الملك فقال لعبد الملك: ما تنتظر بنا يا بن الزرقاء فوالله لو ملكناها منك ما أنظرناك طرفة عين، ومد عنقه وهو يقول: اجعلها خير الميتتين فقتل، وكان الذي تولى قتله شعيب بن سويد، ودفع سعيد بن عيينة بن حصن إلى بني عليم من كلب فقتلوه، ويقال إن سعيداً هو الذي قال لعبد الملك: يا بن الزرقاء ما تنتظر بنا ؟.
فقتلا وشق ذلك على قيس عيلان وأعظمه أهل البادية منهم والحاضرة وقال حلحلة وهو في السجن قبل أن يقتل :
لعمري لئن شيخا فزارة أسلما
لقد حزنت قيس وما ظفرت كلب
فلا تأخذوا عقلاً وخصّوا بغارةٍ
بني عبد ودٍ بين دومة والهضب
سلامٌ على حيّي هلالٍ ومالكٍ
جميعاً وخصّوا بالسلام أبا وهب

## زعماء المعركة
- هو سعيد بن أبان بن عيينة بن حصن بن حذيفة بن بدر بن عمرو بن جوية بن لوذان بن ثعلبة بن عدي بن فزارة بن ذبيان بن بغيض بن ريث بن غطفان بن سعد بن قيس عيلان بن مضر بن نزار بن معد بن عدنان .

وكان سعيد بن عيينة عابدا ناسكاً، ثم قام بحرب فزارة مع كلب يوم بنات قين حين صح عنده عن بني كلب ما يوجب قتلهم، وشهد عنده أنهم لا يدينون بدين، وأنهم يطأون الحيض، فغزاهم، فأقدمه عبد الملك بن مروان لدمشق، ثم قتله قوداً .
- حلحلة بن قيس بن الأشيم ابن يسار بن عمرو بن جابر بن عقيل بن هلال بن سمي بن مازن بن فزارة بن ذبيان بن بغيض بن ريث بن غطفان بن سعد بن قيس عيلان بن مضر بن نزار بن معد بن عدنان .

ثم الفزاري القيسي قدم به دمشق أسيرا في أيام عبد الملك بن مروان وكان سبب ذلك أن حربا جرت بين كلب وفزارة في يوم العماة وكان الظفر فيها لكلب، ثم ودا عبد الملك من أصيب من فزارة من أعطيات كلب وقضاعة فلما أخذت فزارة الدية اشترت بها الخيل والسلاح ثم أغارت على ما يدعى بنات قين وعلى فزارة يومئذ سعيد بن أبان وحلحلة بن قيس هذا وهو أحد بني العشراء فقتلوا جماعة من كلب .

## موقف عبد الملك بن مروان
عندما سجن عبد الملك بن مروان سعيد بن أبان وحلحلة بن قيس، قال لبني كلب عندما بلغه أنهم جمعوا ليغيروا على قيس وفزارة خاصةً، فكتب إليهم يقسم لهم بالله لئن قتلوا من بني فزارة رجلاً ليقيدنهم به، فكفوا، فقدم عليه من بني عبد ود عياض ومعاوية ابنا ورد، ونعمان بن سويد بن مالك يومئذ أشرف من قتل يوم بنات قين، وكان شيخ بني عبد ود، فقال له النعمان: دماءنا يا أمير المؤمنين، فقال له عبد الملك: إنما قتل منكم الصبي الصغير والشيخ الفاني، فقال النعمان: قتل منا والله من لو كان أخلاً لأبيك لاختير عليك في الخلافة، فغضب عبد الملك غضباً شديداً، فقال له معاوية وعياض: يا أمير المؤمنين، شيخ كبير موتوتر. فأعرض عنه عبد الملك وعرض الدية ورفضت بني كلب، وقال أبناء القيسيات، وهم: الوليد وسليمان ابنا عبد الملك، وام الوليد وسليمان هي من بني عبس من قيس عيلان، وأبان بن مروان لعبد الملك: لا تجبهم إلا إلى الديات، وقال خالد بن يزيد بن معاوية وأبناء الكلبيات من بني أمية : لا إلا القتل واختصموا، ( وكان اخوال خالد بن يزيد من بني كلب ) وتكلم الناس في ذلك في المقصورة حتى علت أصواتهم، وكاد يكون بينهم شر، فلما رأى عبد الملك ذلك أخرج سعيد بن عيينة وحلحلة بن قيس، فدفع حلحلة إلى بني عبد ود من كلب ، ودفع سعيد بن عيينة إلى بني عليم فقتلا ، فقال في ذلك علي بن الغدير الغنوي يرثي حلحلة وسعيد :
لحلحلة القتيل ولابن بـدر
وأهل دمشق أنجبة تبـين
فبعـد الـيوم أيام طـوال
وبعد خمود فتنتكم فتـون
وكل صنيعة رصد لـيوم
تحل به لصاحبها الزبون
خليفة أمة قسرت علـيه
تخمط واستخف بمن يدين
فقد أتيا حميد ابن المنـايا
وكل فتى ستشعبه المنون
وقال رجل من بني عبد ود:
نحن قتلنا سيديهم بشيخنـا
سويد فما كانا وفاء به دما
وقال حلحلة وهو السجن
لعمري لئن شيخا فزارة أسلـمـا
لقد خزيت قيس وما ظفرت كلب
وقال أرطاة بن سهية يحرض قيساً:
أيقتل شيخنـا ويرى حـمـيد
رخي البال منتشياً خمـورا
فإن دمنا بذاك وطال عـمـر
بنا وبكم ولم نسمع نـكـيرا
فناكت أمها قـيس جـهـاراً
وعضت بعدها مضر الأيوار
- وقالت عميرة بنت حسان الكلبية تفخر بفعل حميد في قيس :

سمت كلب إلى قيس بجمـع
يهد مناكب الأكم الصعـاب
بذي لجب يدق الأرض حتى
تضايق من دعا بهلا وهاب
نفين إلى الجزيرة فل قـيس
إلى بق بهـا وإلـى ذنـاب
وألفينا هجين بـنـي سـلـيم
يفدي المهر من حب الإياب
فلولا عدوة المهر المـفـدى
لأبت وأنت منخرق الإهاب
ونجاه حثيث الركض مـنـا
أصيلانا ولون الوجه كابـي
وآض كأنه يطلـى بـورس
ودق هوي كاسرة عـقـاب
حمدت الله إذ لقى سـلـيمـاً
على دهمان صقر بني جناب
تركن الروق من فتيات قيس
أيامى قد يئسن من الخضاب
فهن إذا ذكرن حميد كـلـب
نعقن برنة بعد انـتـحـاب
متى تذكر فتى كلب حمـيداً
تر القيسي يشرق بالشـراب
- وقال أرطأة بن سهية المري:

ألا أبلغ بني مروان عنّا
فقد أعطيتم كرماً وخيرا
أيقتل شيخنا ويرى حميدٌ
رخيّ البال يستبئ الخمورا
فناكت أمّها قيس جهاراً
وعضّت بعدها مضر الأيورا
ولا واللّه ما كرمت ثقيفٌ
ولا كانوا على كلبٍ نصيرا
ويقول ذلك في ثقيف حين حمل الحجاج الثقفي سعيداً وحلحلة.
- وقال رجل من كلب :

ونحن قتلنا سيّديهم بشيخنا
سويدٍ فما كانا وفاءً به ذمّا